# Kaitumälven
Kaitumälven (nordsamiska: Gáidumeatnu; meänkieli: Kaitumaväylä) är en älv i Gällivare kommun. Den är biflod till Kalixälven, Norrbottens län.

## Sträckning
Kaitumälven är cirka 150 kilometer lång och har sina källor väster om Kebnekaisemassivet. Den flyter från gränstrakten mot Norge österut genom Övre, Mellersta samt Nedre Kaitumjaure och mynnar ut i Kalixälven i Lappeasuando strax väster om Europaväg 10.

## Mänsklig historia
Älven förekom i massmedia främst under 1970-talet när slagordet Rädda Kaitum blev känt över hela landet. Älven blev också räddad från kraftverksutbyggnad och är nu en genuin vildmarksälv. Samebyarna Girjas (före detta. Norrkaitum) och Baste (före detta Mellanbyn) har vår- och höstbete för renar längs älvens stränder.

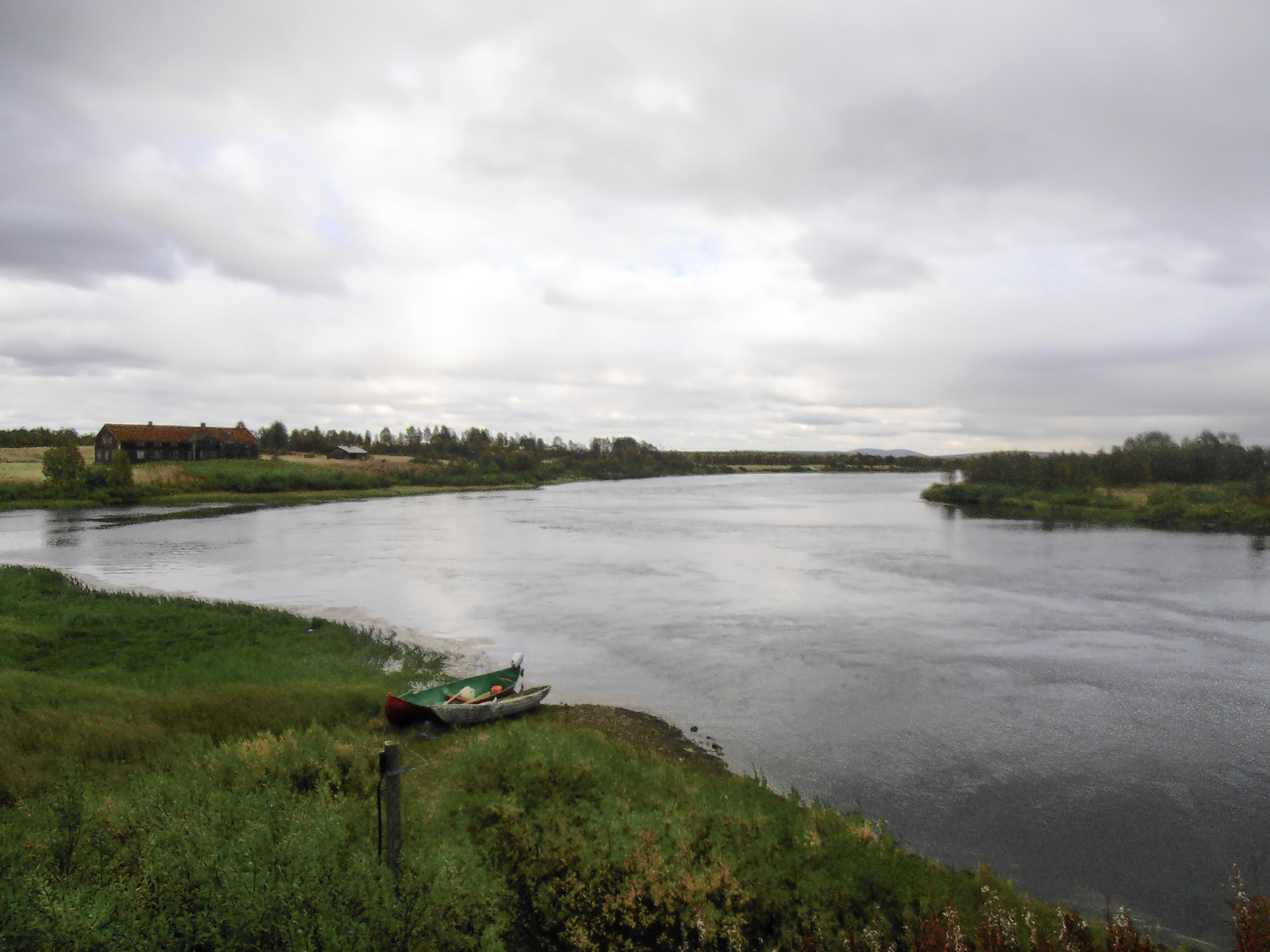
Kaitumälven intill Killinki, september 2016.